# Quarkkäulchen

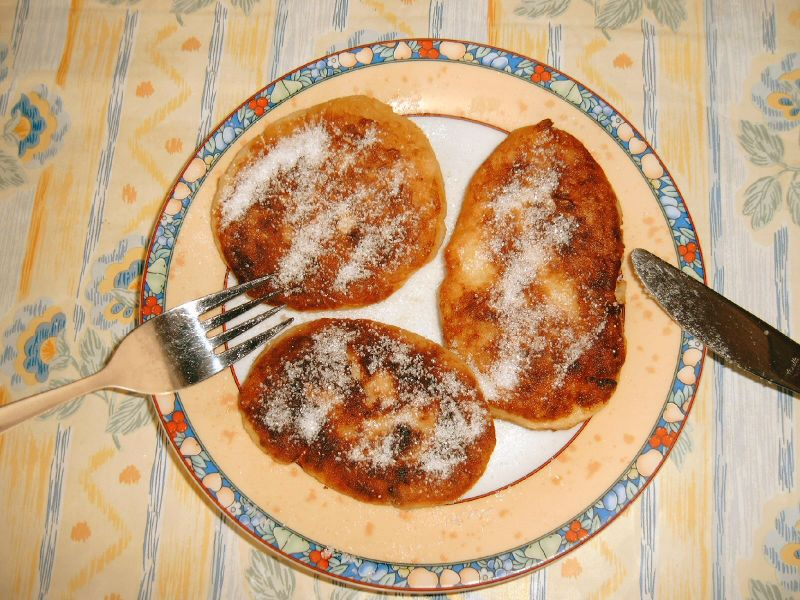
Quarkkäulchen saupoudrés de sucre.

Les Quarkkäulchen, ou Quarkkeulchen, sont un dessert traditionnel de la cuisine de Saxe constitué de petits gâteaux formés de deux tiers de pommes de terre en purée et un tiers de quark (fromage), œufs et farine. On les saupoudre de sucre, cannelle et vanille, et on peut ajouter du citron et des raisins secs. Les Quarkkeulchen ressemblent par leur taille et leur forme aux Kartoffelpuffer, sauf qu'ils sont mis à dorer dans du beurre clarifié jusqu'à ce qu'ils prennent une couleur marron.

## Étymologie
Bien que la graphie correcte soit Quarkkäulchen, on rencontre souvent la forme incorrectement écrite, Quarkkeulchen (en allemand ce sont des homophones). Le terme « Quarkkäulchen » est composé de quark et de Käulchen, qui signifie « petit Kloß, particulièrement de quark ou de pommes de terre, aplati et frit à la poêle. Käulchen dérive, par adjonction du suffixe diminutif, -chen, du lexème Kaule, provenant d'un mot du moyen haut-allemand, Kule, « sphère » (en allemand moderne, ce terme a évolué jusqu'à donner la forme Kugel). Un autre terme en allemand moderne dans lequel Kaule apparaît avec le sens de « sphère » est Kaulquappe (têtard), formé de Kaule et Quappe (lote, poisson d'eau douce).

## Service
Les Quarkkeulchen se servent chauds, fraîchement préparés, avec un peu de compote de pommes (Apfelmus).